# Wannseebrücke
Die Wannseebrücke befindet sich im Berliner Bezirk Steglitz-Zehlendorf und überspannt im Ortsteil Wannsee den Griebnitzkanal an seinem oberen Ende zwischen Großem und Kleinem Wannsee im Verlauf der Bundesstraße 1.

## Geschichte und Kurzbeschreibung
Eine erste Wannseebrücke war 1792 beim Bau der Königstraße zwischen den Residenzen Berlin und Potsdam entstanden und diente mehrere Jahrhunderte ihrem Zweck. Das aktuelle Bauwerk wurde 1953–1955 als gevoutete Balkenbrücke mit drei Feldern aus Spannbeton errichtet. Sie ist 76 m lang und 30 m breit.
Der Eigentümer, das  Berliner Wasser- und Schiffahrtsamt hatte in den Jahren 2014/2015 dringend notwendige Sanierungsarbeiten ausführen lassen.
Neben der Bundesstraße 1 besitzt die Brücke zwei Gehwege und über die Brücke verlaufen der Europaradweg R1 und die Berliner Fahrradroute RR1, auch als Wannseeroute bekannt. Bei einer Zählung durch die Senatsverwaltung für Stadtentwicklung und Umwelt im Jahr 2009 wurden pro Tag 31.800 Befahrungen gezählt. Die Brücke wird mit brusthohen Metallstaketengeländern gerchützt, in deren Mitte ein Metallschild den Namen des Bauwerks zeigt.